# Statens Forsvarshistoriske Museum
Statens Forsvarshistoriske Museum var en fællesbetegnelse for Tøjhusmuseet og Orlogsmuseet, der blev indført i 2004. Det blev nedlagt 1. januar 2014, hvorefter de to museer blev underlagt Nationalmuseet. Orlogmuseet blev efterfølgende lukket 1. januar 2016, hvorefter dets samlinger blev flyttet til Tøjhusmuseet, fra 2018 Krigsmuseet.
Statens Forsvarshistoriske Museum havde til opgave at tilgængeliggøre og formidle den danske, militære kulturarv fra midten af 1300-tallet og frem til i dag. Dette skete først og fremmest igennem de permanente udstillinger i de to hovedudstillingshuse – Tøjhusmuseet på Slotsholmen og Orlogsmuseet på Christianshavn. Men også gennem aktuelle særudstillinger samt aktiviteter for børn og unge. For eksempel igennem museets skoletjeneste og feriearrangementer. Museet rådede desuden over Bådene på Holmen – missiltorpedobåden P547 Sehested og Danmarks sidste ubåd S323 Sælen. 

## Udstillingshusene
Tøjhusmuseet, nu Krigsmuseet, behandlede først og fremmest den landmilitære del af den danske krigshistorie. Samlingerne på museet var og er unikke og strækker sig i tid fra cirka 1300 til i dag. I rum strækker samlingerne sig over hele verden, blandt andet har museet en unik samling af asiatiske våben og tilbehør. Udstillingerne på museet behandler dog først og fremmest den dansk-nordiske krigshistorie.
Orlogsmuseet behandlede den danske flådes historie fra 1500-tallet og frem. Udstillingen baserede sig først og fremmest på den gamle modelsamling som museet rådede over, og som kan spores tilbage til 1600-tallet. Ud over dette fandtes der tableauer over kendte danske søslag, samt mange smukke malerier. Endelig fandtes der et Børnemusum i Orlogsmuseet, hvor børnene kunne få lov at lade en kanon og meget andet.